# David Belle
David Belle (Fécamp, Francia; 29 de abril de 1973) es un actor, deportista y fundador de la asociación de parkour - Parkour Worldwide Association (PAWA), Asociación Mundial de Parkour en inglés.

## Biografía
Proviene de Fécamp en Francia y después de les Sables-d'Olonne, donde pasó los primeros catorce años de su vida. Educado por su abuelo materno, Gilbert Kitten (antiguo ayudante-jefe de la brigada de Bomberos de París), Belle admira sus heroicidades y, en su adultez, se apasiona por todo aquello que trate sobre su padre, Raymond Belle, soldado y antiguo miembro de la tropa Da lat en Indochina Francesa, un excelente deportista y también bombero de París. Inspiró a su hijo enseñándole el "método natural" que había aprendido en el ejército.
El método natural se basa principalmente en el entrenamiento de algunas tribus indígenas africanas en donde se enseña a utilizar tu cuerpo de una manera eficaz y útil para correr, trepar, saltar o esquivar cualquier obstáculo natural.
A partir de esta inspiración, Belle desarrolla el Parkour en un entorno urbano sosteniendo el lema "ser y durar". De esta forma decide dejar el colegio con el fin de consagrarse en su pasión: el parkour. Para él, el deporte debe primero, ser útil, la fuerza y la agilidad que él ha desarrollado nos deben servir en la vida, como le recordaba a menudo su padre.
A los 15 años, llega a Lisses (91), región parisina próxima de Évry. Es durante este periodo cuando se encuentra con otros jóvenes que le seguirán, como los Yamakasi, que él guio durante 8 años. Los pequeños trabajos que realiza - manipulador, agente de seguros, o vendedor de muebles - no le convencen. Decide ir a la India a conseguir el cinturón negro de Gong Fu. David quiere lo auténtico, "lo verdadero" como a él le gusta decir, busca todos los días su camino.
La combinación de lo que su padre mismo había experimentado de niño en las tropas en Vietnam, el entrenamiento de gimnasta, la abstracción del miedo ante el peligro, la concentración, la perspectiva de alcanzar el objetivo que se fijó sin contradicciones físicas, sintiéndose vivo y libre, he aquí una parte de los ingredientes que forman el "parkour". Es conocido como el padre del parkour.

## Filmografía
| Film      | Film                                                      | Film                    | Film  |
| Año       | Un Monde Meilleur                                         | Rol                     | Notas |
| --------- | --------------------------------------------------------- | ----------------------- | ----- |
| 2004      | Banlieue 13 (Distrito 13, en francés)                     | Leïto                   |       |
| 2008      | Babylon A.D.                                              | Cameo                   |       |
| 2008      | Femme Fatale                                              |                         |       |
| 2009      | Banlieue 13: Ultimatum(Distrito 13 ultimátum, en francés) | Leïto                   |       |
| 2013      | Malavita                                                  | Mezzio                  |       |
| 2014 2020 | Brick Mansions Bronx                                      | Lino Duppre Zach Damato |       |